# Le Poiré-sur-Velluire
Le Poiré-sur-Velluire è un comune francese di 641 abitanti situato nel dipartimento della Vandea nella regione dei Paesi della Loira.

## Società

### Evoluzione demografica
Abitanti censiti